# サム・ライミ
サミュエル・M・ライミ（Samuel M. Raimi [ˈreɪmi]、1959年10月23日 - ）は、アメリカ合衆国の映画監督、映画プロデューサー、脚本家。

## 生い立ち
ミシガン州ロイヤル・オークにて、5人兄弟の4番目として生まれる。父親のレオナルド・ロナルド・ライミは給油店を、母親のセリア・バーバラ（旧姓エブラムズ）はランジェリー店を所有していた。祖先はロシア及びハンガリーからのユダヤ人でライミ自身は保守派として育った。長兄のサンダーは1970年に死亡、次兄のイヴァン・ライミは脚本家、弟のテッドは俳優。
ミシガン州立大学で英文学を専攻していたが、『死霊のはらわた』製作のため中退。

## キャリア
1975年、高校生だったライミはブルース・キャンベルと友人となり、2人で8ミリ映画を撮影するようになる。大学進学後は、兄のルームメイトだったロバート・タパートも加わった3人で8ミリ映画を制作していた。『クロック・ワーク』『イッツ・マーダー』などを製作した後、ライミはホラー映画の製作に関心を持った。
1978年、32分のホラー短編『Within the Woods』を制作する。この作品を名刺代わりに資金を集め、1981年に長編映画『死霊のはらわた』を制作した。この作品は大ヒットを記録し、ライミは映画監督として華々しいデビューを飾ることになった。
『死霊のはらわた』以降、ホラーやコメディの分野でいわゆるカルト映画の監督として人気を集めてきたが、2002年に製作した『スパイダーマン』シリーズで、さらに幅広い多くのファンを獲得する。
『死霊のはらわた』を発表して以降は2年から3年に1本のペースで監督を務めた映画が公開されていたが、2013年公開の『オズ　はじまりの戦い』以降は製作のみで監督作品は1本も公開されていなかった
2011年、日本のアニメ『NOIR （ノワール）』実写ドラマ化プロジェクトが正式に始動することになったと報じられた。実写版は、ライミとロバート・G・タパートが企画していたものでプロデューサーにライミが名を連ねているという。しかしそれ以来2024年現在に至るまで、未だ実現に向けた動向は伝えられていない。
コーエン兄弟の『ミラーズ・クロッシング』、スティーヴン・キング原作の『ザ・スタンド』『シャイニング』（両方ともテレビシリーズ）に出演してもいる。
2022年公開の『ドクター・ストレンジ/マルチバース・オブ・マッドネス』で監督を務めた。自身にとって9年振りの監督作品であり、コミック原作の映画を監督するのは『スパイダーマン3』以来15年振りとなる。

## 私生活
1993年に俳優ローン・グリーンの娘ジリアン・ダニア・グリーンと結婚。5人の子供がおり、その内3人（エマ・ローズ、ローン、ヘンリー）は『スパイダーマン3』に出演した。

## 作品

### 監督作品
| 年   | 題名                                                                                            | 役割                   |
| ---- | ----------------------------------------------------------------------------------------------- | ---------------------- |
| 1981 | 死霊のはらわた The Evil Dead                                                                    | 監督・脚本・製作総指揮 |
| 1985 | XYZマーダーズ Crimewave                                                                         | 監督・脚本             |
| 1987 | 死霊のはらわたII Evil Dead II                                                                   | 監督・脚本             |
| 1990 | ダークマン Darkman                                                                              | 監督・原案・脚本       |
| 1993 | キャプテン・スーパーマーケット Army of Darkness                                                 | 監督・脚本・共同編集   |
| 1995 | クイック&デッド The Quick and the Dead                                                          | 監督                   |
| 1998 | シンプル・プラン A Simple Plan                                                                  | 監督                   |
| 1999 | ラブ・オブ・ザ・ゲーム For Love of the Game                                                     | 監督                   |
| 2000 | ギフト The Gift                                                                                 | 監督                   |
| 2002 | スパイダーマン Spider-Man                                                                       | 監督                   |
| 2004 | スパイダーマン2 Spider-Man 2                                                                    | 監督                   |
| 2007 | スパイダーマン3 Spider-Man 3                                                                    | 監督・原案・脚本       |
| 2009 | スペル Drag Me to Hell                                                                          | 監督・脚本・製作       |
| 2013 | オズ はじまりの戦い Oz: the Great and Powerful                                                  | 監督                   |
| 2022 | ドクター・ストレンジ/マルチバース・オブ・マッドネス Doctor Strange in the Multiverse of Madness | 監督                   |
| TBA  | Don't Move                                                                                      | 監督                   |
| TBA  | Send Help                                                                                       | 監督・製作             |

### 製作
- 処刑!血のしたたり Intruder（1988年）兼 出演
- 新・死霊のはらわた The Dead Next Door （1989年）
- ファンキー・ヘッド／僕ってヘン？ Lunatics: A Love Story（1990年）
- ハード・ターゲット Hard Target （1993年）
- ダークマン2 Darkman II: The Return of Durant （1994年）
- タイムコップ Timecop （1994年）
- ダークマン3 Darkman III - Die Darkman Die （1995年）
- THE JUON/呪怨 The Grudge （2004年）
- ブギーマン Boogeyman （2005年）
- 呪怨 パンデミック The Grudge 2 （2006年）
- 30デイズ・ナイト 30 Days of Night （2007年）
- ブギーマン 2 憑依 Boogeyman 2 （2007年）
- ゴースト・ハウス The Messengers （2007年）
- アーマード 武装地帯 Armored （2009年）
- ポゼッション The Possession (2012年)
- 死霊のはらわた Evil Dead （2013年）兼 作品原作・脚本
- マーダー・オブ・キャット Murder of a Cat（2014年）
- ポルターガイスト Poltergeist（2015年）
- ドント・ブリーズ Don't Breathe （2016年）
- クロール -凶暴領域- Crawl （2019年）
- ザ・グラッジ 死霊の棲む屋敷 The Grudge（2020年）
- ドント・ブリーズ2 Don't Breathe 2（2021年）
- アンホーリー 忌まわしき聖地 The Unholy (2021年)
- ナイトブック Nightbooks（2022年）
- Umma（2022年）
- 65/シックスティ・ファイブ 65 (2023年)
- Boy Kills World (TBA)
- 死霊のはらわた ライジング Evil Dead Rise（2023年）- 製作総指揮・作品原作

### 脚本
- 12人のイカれた男たち The Nutt House（1992年）- 原案・脚本
- 未来は今 The Hudsucker Proxy（1994年） - 監督のコーエン兄弟と共同執筆。また第二班監督も担当している。

### 出演
- 地獄部隊サム・ライミ／虐殺ヒーロー Thou shalt not kill…Except（1985年）
- スパイ・ライク・アス  Spies Like Us（1985年）
- マニアック・コップ/地獄のマッド・コップ Maniac Cop（1988年）
- マニアック・コップ2 Maniac Cop（1990年）
- ミラーズ・クロッシング Miller's Crossing（1990年）
- イノセント・ブラッド Innocent Blood（1990年）
- インディアン・サマー／タマワクの英雄たち Indian Summer（1993年）
- フリントストーン/モダン石器時代 The Flintstones（1994年）
- スタークリスタル Galaxis（1995年）
- ジャングル・ブック The Jungle Book（2016年）

### ドラマ
- アメリカン・ゴシック American Gothic（1995年） - 製作
- ヘラクレス Hercules:The Legendary Journeys（1995年 - 1999年） - 製作総指揮
- ヤング・ヘラクレス Young Hercules（1998年 - 1999年） - 製作総指揮
- ジーナ Xena: Warrior Princess（1995年 - 2001年） - 製作総指揮
- シャイニング The Shining（1997年） - 出演
- クレオパトラ2525 Cleopatra 2525（2000年 - 2001年） - 製作総指揮
- スパルタカス Spartacus: Blood and Sand（2010年 - 2013年） - 製作総指揮
- レイク LAKE（2014年） - 製作総指揮・第1話/第4話監督
- 死霊のはらわた リターンズ Ash vs Evil Dead（2015年 - 2018年） - 製作総指揮・キャラクター原案・企画・Season1-EP1：脚本/監督
- ザ・シェフ・ショー -だから料理は楽しい!- The Chef Show（2020年） - 出演
- 50 States of Fright（2020年）- 監督・脚本・製作総指揮